# Vienna Open 2020 - Qualificazioni singolare
Le qualificazioni del singolare al Vienna Open 2020 sono state un torneo di tennis preliminare per accedere alla fase finale della manifestazione. I vincitori dell'ultimo turno sono entrati di diritto nel tabellone principale. In caso di ritiro di uno o più giocatori aventi diritto a questi sono subentrati i lucky loser, ossia i giocatori che hanno perso nell'ultimo turno ma che hanno una classifica più alta rispetto agli altri partecipanti che hanno comunque perso nel turno finale.

## Teste di serie
1. Jan-Lennard Struff (spostato nel tabellone principale)
2. Nikoloz Basilašvili (primo turno)
3. Lorenzo Sonego (ultimo turno, lucky loser)
4. Kyle Edmund (primo turno)

1. Aljaž Bedene (qualificato)
2. Vasek Pospisil (qualificato)
3. Pierre-Hugues Herbert (primo turno)
4. Attila Balázs (qualificato)

## Qualificati
1. Attila Balázs
2. Norbert Gombos

1. Aljaž Bedene
2. Vasek Pospisil

### Lucky loser
1. Jason Jung
2. Lorenzo Sonego

1. Vitaliy Sachko

## Tabellone

### Legenda
| - Q = Qualificato - WC = Wild card - LL = Lucky loser | - ALT = Alternate - SE = Special Exempt - PR = Protected Ranking | - w/o = Walkover - r = Ritirato - d = Squalificato |

### Sezione 1
|  | Primo turno | Primo turno   | Primo turno   | Primo turno  | Primo turno |  |  | Ultimo turno | Ultimo turno  | Ultimo turno  | Ultimo turno | Ultimo turno |  |
|  |             |               |               |              |             |  |  |              |               |               |              |              |  |
|  | Alt         | Bruno Soares  | Bruno Soares  | Bruno Soares | bye         |  |  |              |               |               |              |              |  |
|  |             |               |               |              |             |  |  | Alt          | Bruno Soares  | Bruno Soares  | 2            | 4            |  |
|  | Alt         | Rajeev Ram    | Rajeev Ram    | 5            | 1           |  |  | 8            | Attila Balázs | Attila Balázs | 6            | 6            |  |
|  | 8           | Attila Balázs | Attila Balázs | 7            | 6           |  |  |              |               |               |              |              |  |

### Sezione 2
|  | Primo turno | Primo turno           | Primo turno         | Primo turno | Primo turno |  |  | Ultimo turno | Ultimo turno   | Ultimo turno | Ultimo turno | Ultimo turno |  |
|  |             |                       |                     |             |             |  |  |              |                |              |              |              |  |
|  | 2           | Nikoloz Basilašvili   | Nikoloz Basilašvili | 62          | 2           |  |  |              |                |              |              |              |  |
|  |             | Norbert Gombos        | Norbert Gombos      | 7           | 6           |  |  |              | Norbert Gombos | 5            | 6            | 6            |  |
|  | Alt         | Vitaliy Sachko        | 1                   | 6           | 6           |  |  | Alt          | Vitaliy Sachko | 7            | 4            | 4            |  |
|  | 7           | Pierre-Hugues Herbert | 6                   | 4           | 3           |  |  |              |                |              |              |              |  |

### Sezione 3
|  | Primo turno | Primo turno    | Primo turno    | Primo turno | Primo turno |  |  | Ultimo turno | Ultimo turno   | Ultimo turno | Ultimo turno | Ultimo turno |  |
|  |             |                |                |             |             |  |  |              |                |              |              |              |  |
|  | 3           | Lorenzo Sonego | Lorenzo Sonego | 6           | 6           |  |  |              |                |              |              |              |  |
|  | WC          | Lucas Miedler  | Lucas Miedler  | 4           | 3           |  |  | 3            | Lorenzo Sonego | 2            | 6            | 5            |  |
|  | WC          | David Pichler  | David Pichler  | 0           | 4           |  |  | 5            | Aljaž Bedene   | 6            | 4            | 7            |  |
|  | 5           | Aljaž Bedene   | Aljaž Bedene   | 6           | 6           |  |  |              |                |              |              |              |  |

### Sezione 4
|  | Primo turno | Primo turno     | Primo turno | Primo turno | Primo turno |  |  | Ultimo turno | Ultimo turno   | Ultimo turno | Ultimo turno | Ultimo turno |  |
|  |             |                 |             |             |             |  |  |              |                |              |              |              |  |
|  | 4           | Kyle Edmund     | 7           | 4           | 2           |  |  |              |                |              |              |              |  |
|  |             | Jason Jung      | 62          | 6           | 6           |  |  |              | Jason Jung     | 6(1)         | 6            | 3            |  |
|  | WC          | Alexander Erler | 6           | 3           | 2           |  |  | 6            | Vasek Pospisil | 7            | 3            | 6            |  |
|  | 6           | Vasek Pospisil  | 3           | 6           | 6           |  |  |              |                |              |              |              |  |